# Elias Nilsson (redaktör)
Erik Elias Nilsson, född 23 februari 1889 i Ystad, död där 13 oktober 1943, var en svensk tidningsman. 
Nilsson, som var son till folkskollärare Jonas Nilsson och Emilia Jönsson, genomgick sex klasser vid Ystads högre allmänna läroverk 1900–1906. Han var verksam som kontorist, kemistelev vid sockerbruk, ångbåtseldare och delägare i sakförarkontor, innan han 1912 började medverka i diverse tidningar. Han var medarbetare i Ystads-Bladet Aurora 1914–1918, i Nordiska Presscentralens kontor i Malmö 1918, chef för samma kontor 1918–1919 och redaktör för Ystads-Bladet Aurora 1919–1943. Han var ledamot av Svenska Journalistföreningens södra kretsstyrelse 1919–1921 och av Publicistklubbens södra kretsstyrelse 1924–1932, Han tillhörde Ystads stadsfullmäktige 1923–1926, styrelsen för Ystads fornminnesförening, var stiftare av och ordförande i Konstföreningen i Ystad och styrelseledamot i Riksförbundet för bildande konst.